# Rya kyrka, Örkelljunga
Rya kyrka är en kyrkobyggnad i Ekets samhälle i Örkelljunga kommun. Den är församlingskyrka i Rya församling i Lunds stift. Nuvarande kyrka föregicks av en medeltida kyrka, Rya kyrkoruin, som uppfördes någon gång i slutet av 1100-talet på en kulle vid Rya. 

## Kyrkobyggnaden
Nuvarande kyrka uppfördes i tegel och invigdes 1875. Dess arkitekt var byggmästare J. Hallberg i Ängelholm. I samband med detta lämnades den gamla kyrkan som blev ruin.

## Inventarier
- Nuvarande altare med altarskåp tillkom vid restaureringen 1949-50. Altarskåpet är målat av konstnären Pär Siegård.
- En äldre altartavla är daterad till slutet av 1500-talet.
- Dopfunten i sandsten härstammar från slutet av 1100-talet eller början av 1200-talet och är tillverkad i den så kallade Mörarpsmästarens verkstad.
- Predikstolen tillkom 1875 och har målningar av Gert Kaffa.
- Klockan är gjuten 1727 av Andreas Wetterholtz, Malmö, och hörde till den gamla kyrkan. Den har en del inskriptioner.[1]

### Orgel
- 1885 byggde Nilsson en orgel med 4 stämmor.
- 1916 byggde Eskil Lundén, Göteborg en orgel med 8 stämmor.
- Den nuvarande orgeln byggdes 1971 av Anders Persson Orgelbyggeri, Viken och är mekanisk.

| Manual I     | Manual II     | Pedal        | Koppel |
| Gedakt 8'    | Spetsgamba 8´ | Subbas 16´   | I/P    |
| Principal 4' | Rörflöjt 4'   | Borduna 8´   | II/P   |
| Oktava 2'    | Kvintadena 4' | Nachthorn 4' | II/I   |
| Mixtur III   | Gemshorn 2'   |              |        |
| Skalmeja 8'  | Sifflöjt 1'   |              |        |

## Kyrkorum

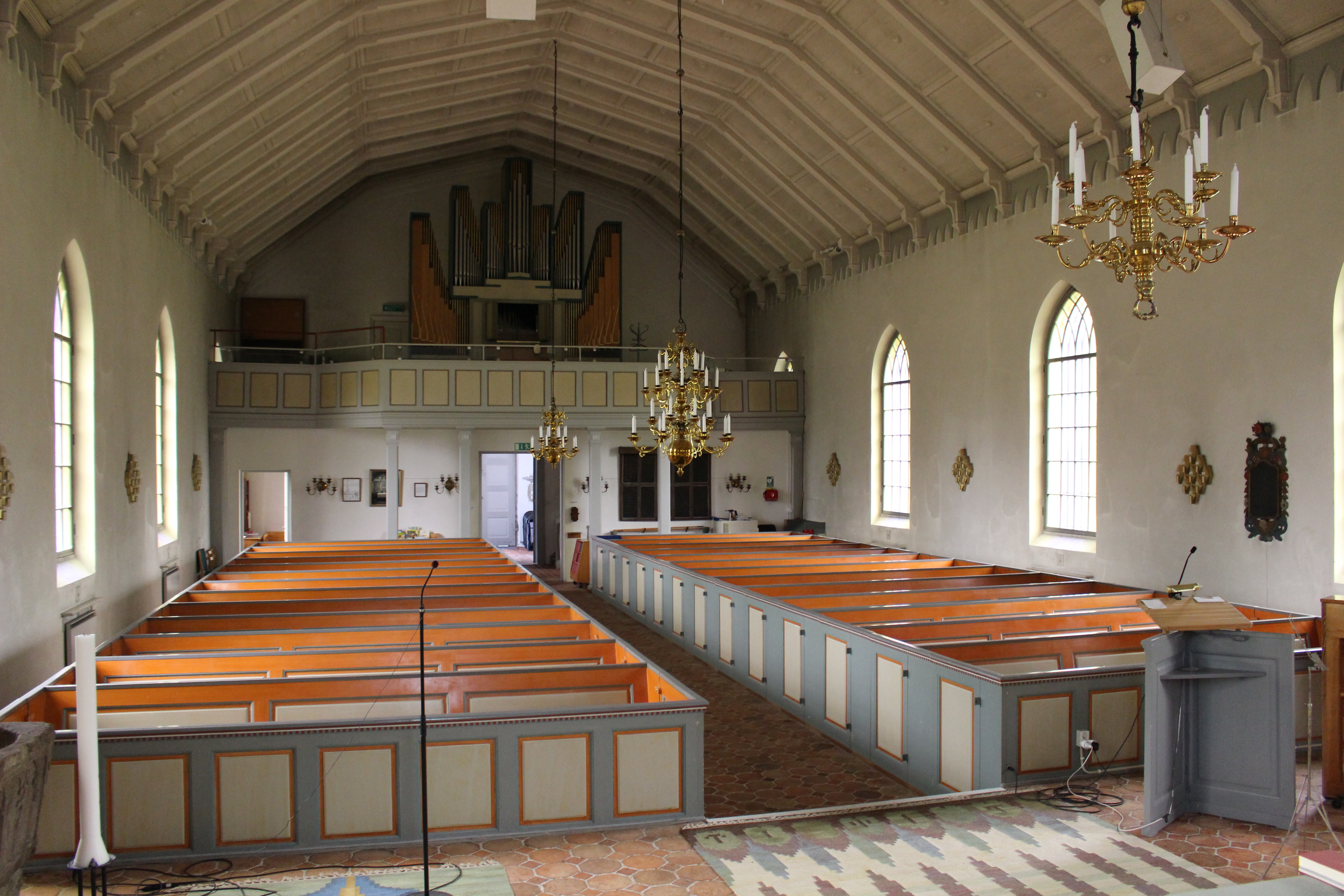
Kyrkorum mot väster
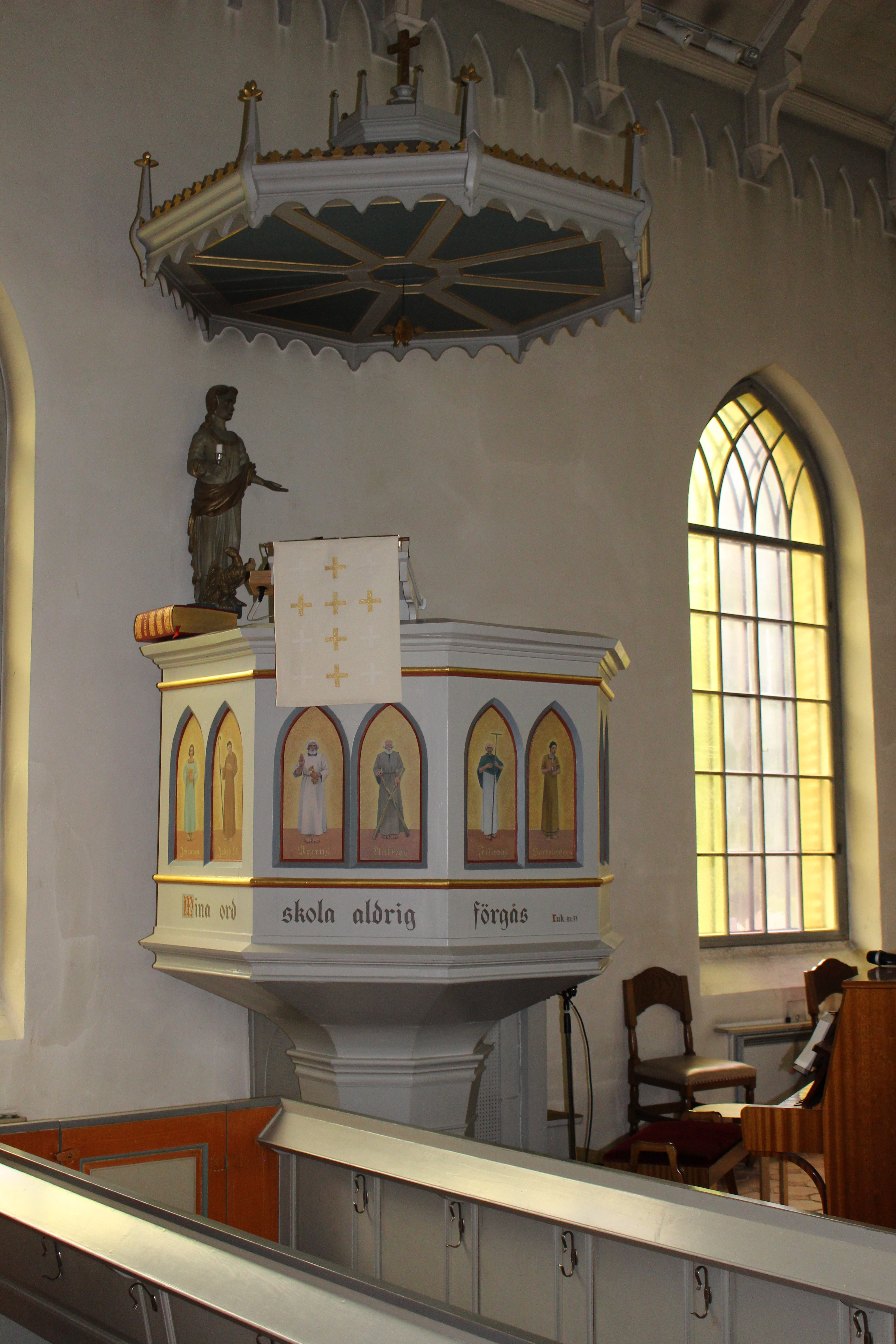
Predikstol
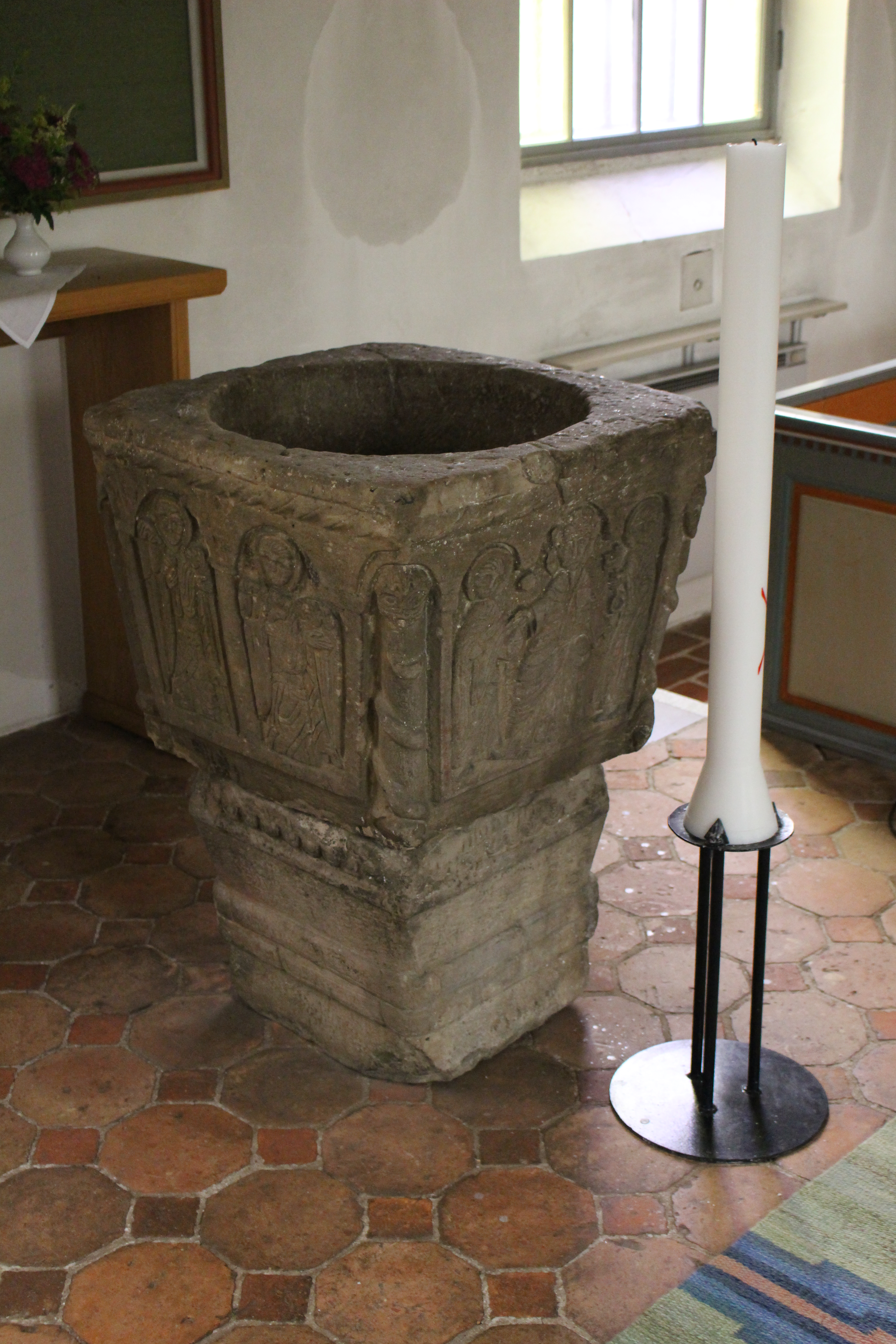
Dopfunt
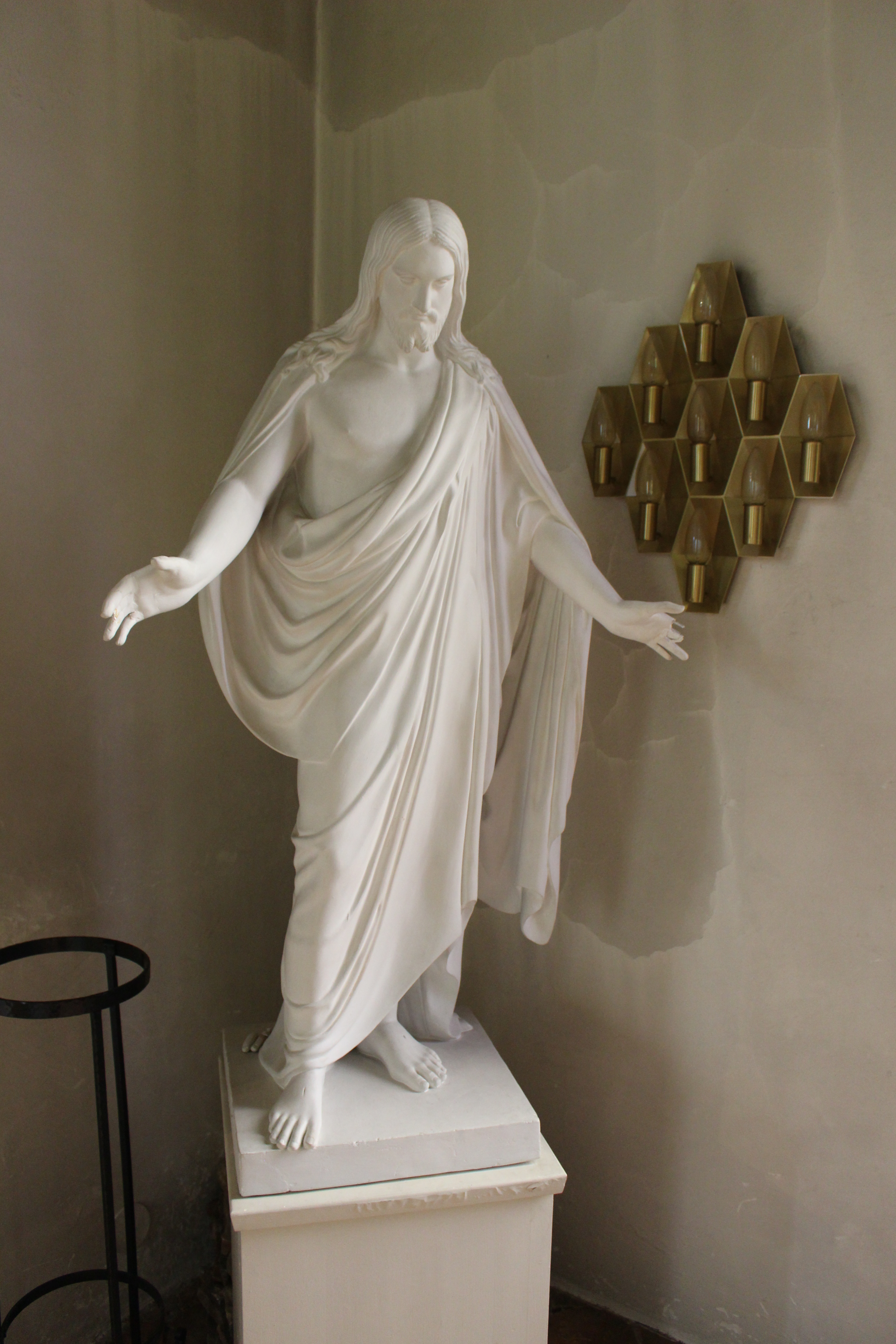
Thorvaldsens Kristus